# Longyou-Grotten

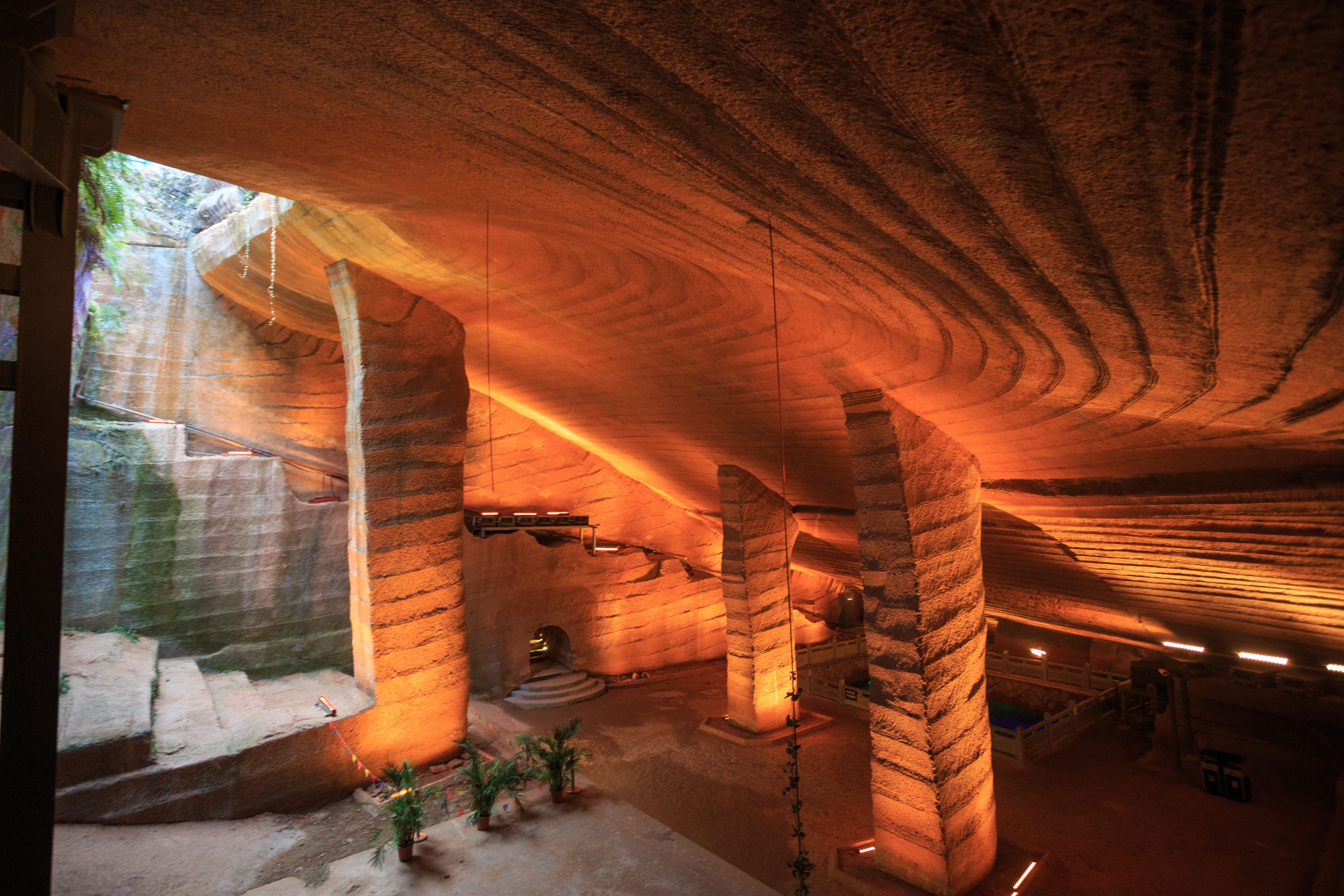
Eine der 24 Grotten mit gemeißelten Sandsteinpfeilern

Die Longyou-Grotten (chinesisch 龙游石窟) auf dem Fenghuang-Hügel am Qujiang-Fluss in Longyou, Präfektur Quzhou, Provinz Zhejiang, sind 24 aus dem Sandstein gemeißelte, ca. 2000 Jahre alte Grotten mit einer Grundfläche von 3,8 Hektar. Manche der Grotten sind bis zu 30 Meter hoch, 7 von ihnen sind zugänglich.

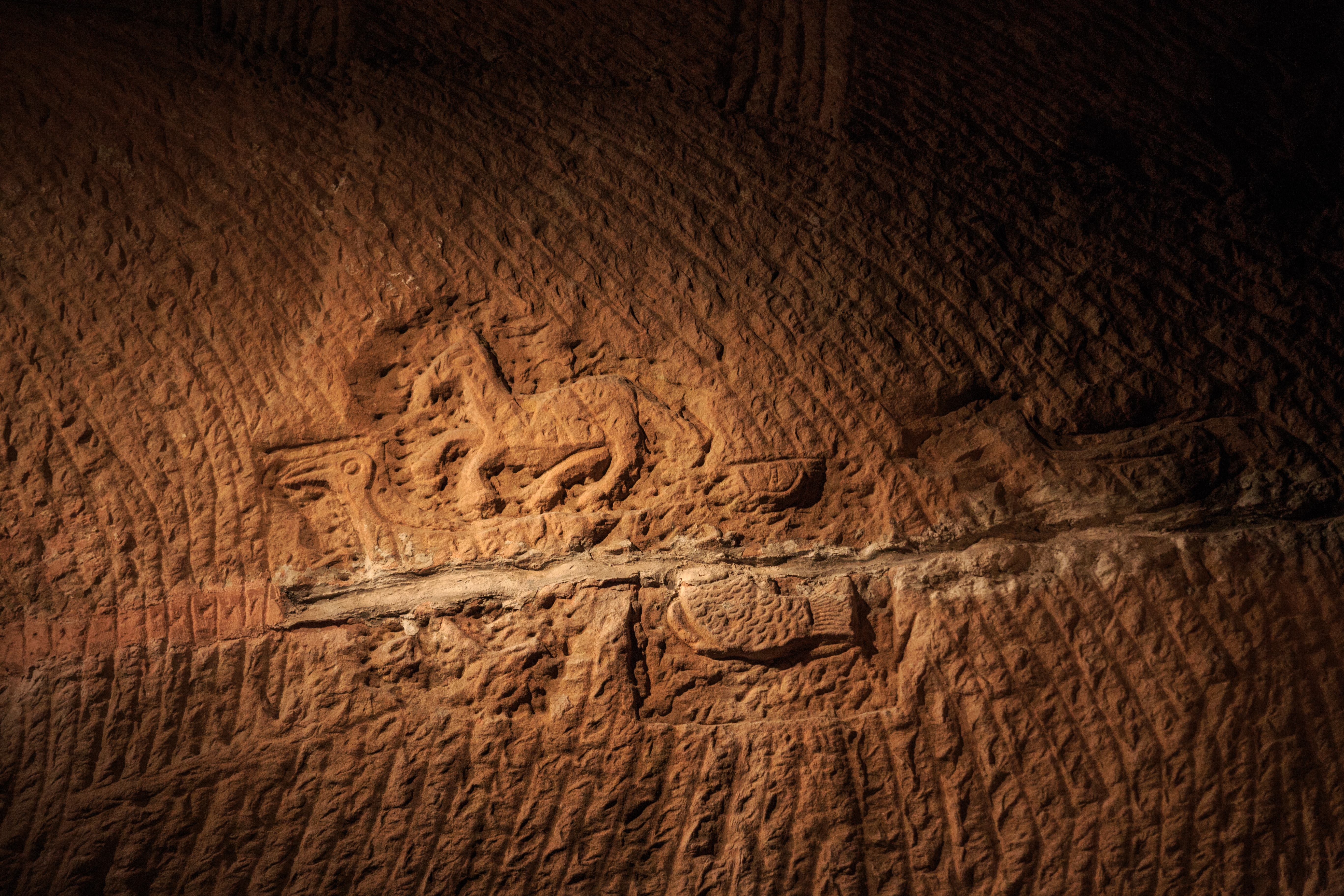
Einzige Abbildung, die vermutlich aus der Erbauungszeit stammt. Die Einritzung zeigt ein Pferd, einen Vogel sowie einen Fisch und befindet sind an der nördl. Seitenwand von Höhle Nr. 1.

## Geschichte
Im Juni 1992 pumpten vier Bauern fünf kleine Fischteiche aus, um die Fische darin leichter fangen zu können. Nach 17 Tagen war das Wasser fast komplett abgelassen, und sie entdeckten fünf große Hohlräume, die in feinkörnigem (pelitischem) Schluffstein künstlich angelegt worden waren. In den Folgemonaten wurden weitere 19 Grotten entdeckt. Anhand von Keramikfragmenten, die man in einer der Grotten fand, konnte das Alter der Grotten auf mindestens 2000 Jahre datiert werden. In einem Fachartikel wurde angemerkt, ein „erstaunlicher Aspekt der fünf ausgegrabenen Kavernen“ sei die Tatsache, „dass die Meißelabdrücke auf den gesamten Innenflächen der Kavernen lebhaft waren und auf hohem künstlerischen Niveau.“ Nach offizieller chinesischer Forschungsmeinung entstanden die Grotten in der Qin-Dynastie unter Kaiser Qin Shihuangdi zu militärischen Zwecken.